# Chaetonotus lunatospinosus
Chaetonotus lunatospinosus är en djurart som tillhör fylumet bukhårsdjur, och som beskrevs av Francesco Balsamo 1980. Chaetonotus lunatospinosus ingår i släktet Chaetonotus och familjen Chaetonotidae. Inga underarter finns listade i Catalogue of Life.